# Кралин, Николай Иванович
Николай Иванович Кралин (27 декабря 1944, Москва) — российский, ранее советский, шахматный композитор; мастер спорта СССР (1983), международный мастер (1988), гроссмейстер (2005) по шахматной композиции. Инженер-электрик. Директор Центра шахматной культуры и информации ГПНТБ России (ЦШКИ), заместитель директора ГПНТБ России.
С 1961 опубликовал 160 этюдов и 50 задач. На конкурсах завоевал 140 отличий, из них 66 призов (в том числе 34 первых). Участник 8 личных чемпионатов СССР (1965—1987): этюды — 1-е в 14-м чемпионате (1983); 3-4-е в 15-м (1984); 2-е в 16-м (1985); 1-2-е в 17-м места (1987). Чемпион Москвы по этюдам (1983—1984). На первом Всемирном чемпионате по шахматной композиции удостоен серебряной медали.
В этюдах стремится к активной и полнокровной борьбе сторон, тонкой взаимной игре.

## Избранные этюды
|   | a | b | c | d | e | f | g | h |   |
| - | --- | --- | --- | --- | --- | --- | --- | --- | - |
| 8 | g7 чёрная пешка · a6 белая пешка · b6 чёрный король · c6 чёрная пешка · g6 белая пешка · e5 чёрная пешка · g5 белая пешка · h5 белый король · e4 чёрная пешка · d3 чёрная пешка · e3 белая пешка · g3 белая пешка · b2 чёрная пешка · d2 белая пешка · h2 белая пешка | g7 чёрная пешка · a6 белая пешка · b6 чёрный король · c6 чёрная пешка · g6 белая пешка · e5 чёрная пешка · g5 белая пешка · h5 белый король · e4 чёрная пешка · d3 чёрная пешка · e3 белая пешка · g3 белая пешка · b2 чёрная пешка · d2 белая пешка · h2 белая пешка | g7 чёрная пешка · a6 белая пешка · b6 чёрный король · c6 чёрная пешка · g6 белая пешка · e5 чёрная пешка · g5 белая пешка · h5 белый король · e4 чёрная пешка · d3 чёрная пешка · e3 белая пешка · g3 белая пешка · b2 чёрная пешка · d2 белая пешка · h2 белая пешка | g7 чёрная пешка · a6 белая пешка · b6 чёрный король · c6 чёрная пешка · g6 белая пешка · e5 чёрная пешка · g5 белая пешка · h5 белый король · e4 чёрная пешка · d3 чёрная пешка · e3 белая пешка · g3 белая пешка · b2 чёрная пешка · d2 белая пешка · h2 белая пешка | g7 чёрная пешка · a6 белая пешка · b6 чёрный король · c6 чёрная пешка · g6 белая пешка · e5 чёрная пешка · g5 белая пешка · h5 белый король · e4 чёрная пешка · d3 чёрная пешка · e3 белая пешка · g3 белая пешка · b2 чёрная пешка · d2 белая пешка · h2 белая пешка | g7 чёрная пешка · a6 белая пешка · b6 чёрный король · c6 чёрная пешка · g6 белая пешка · e5 чёрная пешка · g5 белая пешка · h5 белый король · e4 чёрная пешка · d3 чёрная пешка · e3 белая пешка · g3 белая пешка · b2 чёрная пешка · d2 белая пешка · h2 белая пешка | g7 чёрная пешка · a6 белая пешка · b6 чёрный король · c6 чёрная пешка · g6 белая пешка · e5 чёрная пешка · g5 белая пешка · h5 белый король · e4 чёрная пешка · d3 чёрная пешка · e3 белая пешка · g3 белая пешка · b2 чёрная пешка · d2 белая пешка · h2 белая пешка | g7 чёрная пешка · a6 белая пешка · b6 чёрный король · c6 чёрная пешка · g6 белая пешка · e5 чёрная пешка · g5 белая пешка · h5 белый король · e4 чёрная пешка · d3 чёрная пешка · e3 белая пешка · g3 белая пешка · b2 чёрная пешка · d2 белая пешка · h2 белая пешка | 8 |
| 7 | g7 чёрная пешка · a6 белая пешка · b6 чёрный король · c6 чёрная пешка · g6 белая пешка · e5 чёрная пешка · g5 белая пешка · h5 белый король · e4 чёрная пешка · d3 чёрная пешка · e3 белая пешка · g3 белая пешка · b2 чёрная пешка · d2 белая пешка · h2 белая пешка | g7 чёрная пешка · a6 белая пешка · b6 чёрный король · c6 чёрная пешка · g6 белая пешка · e5 чёрная пешка · g5 белая пешка · h5 белый король · e4 чёрная пешка · d3 чёрная пешка · e3 белая пешка · g3 белая пешка · b2 чёрная пешка · d2 белая пешка · h2 белая пешка | g7 чёрная пешка · a6 белая пешка · b6 чёрный король · c6 чёрная пешка · g6 белая пешка · e5 чёрная пешка · g5 белая пешка · h5 белый король · e4 чёрная пешка · d3 чёрная пешка · e3 белая пешка · g3 белая пешка · b2 чёрная пешка · d2 белая пешка · h2 белая пешка | g7 чёрная пешка · a6 белая пешка · b6 чёрный король · c6 чёрная пешка · g6 белая пешка · e5 чёрная пешка · g5 белая пешка · h5 белый король · e4 чёрная пешка · d3 чёрная пешка · e3 белая пешка · g3 белая пешка · b2 чёрная пешка · d2 белая пешка · h2 белая пешка | g7 чёрная пешка · a6 белая пешка · b6 чёрный король · c6 чёрная пешка · g6 белая пешка · e5 чёрная пешка · g5 белая пешка · h5 белый король · e4 чёрная пешка · d3 чёрная пешка · e3 белая пешка · g3 белая пешка · b2 чёрная пешка · d2 белая пешка · h2 белая пешка | g7 чёрная пешка · a6 белая пешка · b6 чёрный король · c6 чёрная пешка · g6 белая пешка · e5 чёрная пешка · g5 белая пешка · h5 белый король · e4 чёрная пешка · d3 чёрная пешка · e3 белая пешка · g3 белая пешка · b2 чёрная пешка · d2 белая пешка · h2 белая пешка | g7 чёрная пешка · a6 белая пешка · b6 чёрный король · c6 чёрная пешка · g6 белая пешка · e5 чёрная пешка · g5 белая пешка · h5 белый король · e4 чёрная пешка · d3 чёрная пешка · e3 белая пешка · g3 белая пешка · b2 чёрная пешка · d2 белая пешка · h2 белая пешка | g7 чёрная пешка · a6 белая пешка · b6 чёрный король · c6 чёрная пешка · g6 белая пешка · e5 чёрная пешка · g5 белая пешка · h5 белый король · e4 чёрная пешка · d3 чёрная пешка · e3 белая пешка · g3 белая пешка · b2 чёрная пешка · d2 белая пешка · h2 белая пешка | 7 |
| 6 | g7 чёрная пешка · a6 белая пешка · b6 чёрный король · c6 чёрная пешка · g6 белая пешка · e5 чёрная пешка · g5 белая пешка · h5 белый король · e4 чёрная пешка · d3 чёрная пешка · e3 белая пешка · g3 белая пешка · b2 чёрная пешка · d2 белая пешка · h2 белая пешка | g7 чёрная пешка · a6 белая пешка · b6 чёрный король · c6 чёрная пешка · g6 белая пешка · e5 чёрная пешка · g5 белая пешка · h5 белый король · e4 чёрная пешка · d3 чёрная пешка · e3 белая пешка · g3 белая пешка · b2 чёрная пешка · d2 белая пешка · h2 белая пешка | g7 чёрная пешка · a6 белая пешка · b6 чёрный король · c6 чёрная пешка · g6 белая пешка · e5 чёрная пешка · g5 белая пешка · h5 белый король · e4 чёрная пешка · d3 чёрная пешка · e3 белая пешка · g3 белая пешка · b2 чёрная пешка · d2 белая пешка · h2 белая пешка | g7 чёрная пешка · a6 белая пешка · b6 чёрный король · c6 чёрная пешка · g6 белая пешка · e5 чёрная пешка · g5 белая пешка · h5 белый король · e4 чёрная пешка · d3 чёрная пешка · e3 белая пешка · g3 белая пешка · b2 чёрная пешка · d2 белая пешка · h2 белая пешка | g7 чёрная пешка · a6 белая пешка · b6 чёрный король · c6 чёрная пешка · g6 белая пешка · e5 чёрная пешка · g5 белая пешка · h5 белый король · e4 чёрная пешка · d3 чёрная пешка · e3 белая пешка · g3 белая пешка · b2 чёрная пешка · d2 белая пешка · h2 белая пешка | g7 чёрная пешка · a6 белая пешка · b6 чёрный король · c6 чёрная пешка · g6 белая пешка · e5 чёрная пешка · g5 белая пешка · h5 белый король · e4 чёрная пешка · d3 чёрная пешка · e3 белая пешка · g3 белая пешка · b2 чёрная пешка · d2 белая пешка · h2 белая пешка | g7 чёрная пешка · a6 белая пешка · b6 чёрный король · c6 чёрная пешка · g6 белая пешка · e5 чёрная пешка · g5 белая пешка · h5 белый король · e4 чёрная пешка · d3 чёрная пешка · e3 белая пешка · g3 белая пешка · b2 чёрная пешка · d2 белая пешка · h2 белая пешка | g7 чёрная пешка · a6 белая пешка · b6 чёрный король · c6 чёрная пешка · g6 белая пешка · e5 чёрная пешка · g5 белая пешка · h5 белый король · e4 чёрная пешка · d3 чёрная пешка · e3 белая пешка · g3 белая пешка · b2 чёрная пешка · d2 белая пешка · h2 белая пешка | 6 |
| 5 | g7 чёрная пешка · a6 белая пешка · b6 чёрный король · c6 чёрная пешка · g6 белая пешка · e5 чёрная пешка · g5 белая пешка · h5 белый король · e4 чёрная пешка · d3 чёрная пешка · e3 белая пешка · g3 белая пешка · b2 чёрная пешка · d2 белая пешка · h2 белая пешка | g7 чёрная пешка · a6 белая пешка · b6 чёрный король · c6 чёрная пешка · g6 белая пешка · e5 чёрная пешка · g5 белая пешка · h5 белый король · e4 чёрная пешка · d3 чёрная пешка · e3 белая пешка · g3 белая пешка · b2 чёрная пешка · d2 белая пешка · h2 белая пешка | g7 чёрная пешка · a6 белая пешка · b6 чёрный король · c6 чёрная пешка · g6 белая пешка · e5 чёрная пешка · g5 белая пешка · h5 белый король · e4 чёрная пешка · d3 чёрная пешка · e3 белая пешка · g3 белая пешка · b2 чёрная пешка · d2 белая пешка · h2 белая пешка | g7 чёрная пешка · a6 белая пешка · b6 чёрный король · c6 чёрная пешка · g6 белая пешка · e5 чёрная пешка · g5 белая пешка · h5 белый король · e4 чёрная пешка · d3 чёрная пешка · e3 белая пешка · g3 белая пешка · b2 чёрная пешка · d2 белая пешка · h2 белая пешка | g7 чёрная пешка · a6 белая пешка · b6 чёрный король · c6 чёрная пешка · g6 белая пешка · e5 чёрная пешка · g5 белая пешка · h5 белый король · e4 чёрная пешка · d3 чёрная пешка · e3 белая пешка · g3 белая пешка · b2 чёрная пешка · d2 белая пешка · h2 белая пешка | g7 чёрная пешка · a6 белая пешка · b6 чёрный король · c6 чёрная пешка · g6 белая пешка · e5 чёрная пешка · g5 белая пешка · h5 белый король · e4 чёрная пешка · d3 чёрная пешка · e3 белая пешка · g3 белая пешка · b2 чёрная пешка · d2 белая пешка · h2 белая пешка | g7 чёрная пешка · a6 белая пешка · b6 чёрный король · c6 чёрная пешка · g6 белая пешка · e5 чёрная пешка · g5 белая пешка · h5 белый король · e4 чёрная пешка · d3 чёрная пешка · e3 белая пешка · g3 белая пешка · b2 чёрная пешка · d2 белая пешка · h2 белая пешка | g7 чёрная пешка · a6 белая пешка · b6 чёрный король · c6 чёрная пешка · g6 белая пешка · e5 чёрная пешка · g5 белая пешка · h5 белый король · e4 чёрная пешка · d3 чёрная пешка · e3 белая пешка · g3 белая пешка · b2 чёрная пешка · d2 белая пешка · h2 белая пешка | 5 |
| 4 | g7 чёрная пешка · a6 белая пешка · b6 чёрный король · c6 чёрная пешка · g6 белая пешка · e5 чёрная пешка · g5 белая пешка · h5 белый король · e4 чёрная пешка · d3 чёрная пешка · e3 белая пешка · g3 белая пешка · b2 чёрная пешка · d2 белая пешка · h2 белая пешка | g7 чёрная пешка · a6 белая пешка · b6 чёрный король · c6 чёрная пешка · g6 белая пешка · e5 чёрная пешка · g5 белая пешка · h5 белый король · e4 чёрная пешка · d3 чёрная пешка · e3 белая пешка · g3 белая пешка · b2 чёрная пешка · d2 белая пешка · h2 белая пешка | g7 чёрная пешка · a6 белая пешка · b6 чёрный король · c6 чёрная пешка · g6 белая пешка · e5 чёрная пешка · g5 белая пешка · h5 белый король · e4 чёрная пешка · d3 чёрная пешка · e3 белая пешка · g3 белая пешка · b2 чёрная пешка · d2 белая пешка · h2 белая пешка | g7 чёрная пешка · a6 белая пешка · b6 чёрный король · c6 чёрная пешка · g6 белая пешка · e5 чёрная пешка · g5 белая пешка · h5 белый король · e4 чёрная пешка · d3 чёрная пешка · e3 белая пешка · g3 белая пешка · b2 чёрная пешка · d2 белая пешка · h2 белая пешка | g7 чёрная пешка · a6 белая пешка · b6 чёрный король · c6 чёрная пешка · g6 белая пешка · e5 чёрная пешка · g5 белая пешка · h5 белый король · e4 чёрная пешка · d3 чёрная пешка · e3 белая пешка · g3 белая пешка · b2 чёрная пешка · d2 белая пешка · h2 белая пешка | g7 чёрная пешка · a6 белая пешка · b6 чёрный король · c6 чёрная пешка · g6 белая пешка · e5 чёрная пешка · g5 белая пешка · h5 белый король · e4 чёрная пешка · d3 чёрная пешка · e3 белая пешка · g3 белая пешка · b2 чёрная пешка · d2 белая пешка · h2 белая пешка | g7 чёрная пешка · a6 белая пешка · b6 чёрный король · c6 чёрная пешка · g6 белая пешка · e5 чёрная пешка · g5 белая пешка · h5 белый король · e4 чёрная пешка · d3 чёрная пешка · e3 белая пешка · g3 белая пешка · b2 чёрная пешка · d2 белая пешка · h2 белая пешка | g7 чёрная пешка · a6 белая пешка · b6 чёрный король · c6 чёрная пешка · g6 белая пешка · e5 чёрная пешка · g5 белая пешка · h5 белый король · e4 чёрная пешка · d3 чёрная пешка · e3 белая пешка · g3 белая пешка · b2 чёрная пешка · d2 белая пешка · h2 белая пешка | 4 |
| 3 | g7 чёрная пешка · a6 белая пешка · b6 чёрный король · c6 чёрная пешка · g6 белая пешка · e5 чёрная пешка · g5 белая пешка · h5 белый король · e4 чёрная пешка · d3 чёрная пешка · e3 белая пешка · g3 белая пешка · b2 чёрная пешка · d2 белая пешка · h2 белая пешка | g7 чёрная пешка · a6 белая пешка · b6 чёрный король · c6 чёрная пешка · g6 белая пешка · e5 чёрная пешка · g5 белая пешка · h5 белый король · e4 чёрная пешка · d3 чёрная пешка · e3 белая пешка · g3 белая пешка · b2 чёрная пешка · d2 белая пешка · h2 белая пешка | g7 чёрная пешка · a6 белая пешка · b6 чёрный король · c6 чёрная пешка · g6 белая пешка · e5 чёрная пешка · g5 белая пешка · h5 белый король · e4 чёрная пешка · d3 чёрная пешка · e3 белая пешка · g3 белая пешка · b2 чёрная пешка · d2 белая пешка · h2 белая пешка | g7 чёрная пешка · a6 белая пешка · b6 чёрный король · c6 чёрная пешка · g6 белая пешка · e5 чёрная пешка · g5 белая пешка · h5 белый король · e4 чёрная пешка · d3 чёрная пешка · e3 белая пешка · g3 белая пешка · b2 чёрная пешка · d2 белая пешка · h2 белая пешка | g7 чёрная пешка · a6 белая пешка · b6 чёрный король · c6 чёрная пешка · g6 белая пешка · e5 чёрная пешка · g5 белая пешка · h5 белый король · e4 чёрная пешка · d3 чёрная пешка · e3 белая пешка · g3 белая пешка · b2 чёрная пешка · d2 белая пешка · h2 белая пешка | g7 чёрная пешка · a6 белая пешка · b6 чёрный король · c6 чёрная пешка · g6 белая пешка · e5 чёрная пешка · g5 белая пешка · h5 белый король · e4 чёрная пешка · d3 чёрная пешка · e3 белая пешка · g3 белая пешка · b2 чёрная пешка · d2 белая пешка · h2 белая пешка | g7 чёрная пешка · a6 белая пешка · b6 чёрный король · c6 чёрная пешка · g6 белая пешка · e5 чёрная пешка · g5 белая пешка · h5 белый король · e4 чёрная пешка · d3 чёрная пешка · e3 белая пешка · g3 белая пешка · b2 чёрная пешка · d2 белая пешка · h2 белая пешка | g7 чёрная пешка · a6 белая пешка · b6 чёрный король · c6 чёрная пешка · g6 белая пешка · e5 чёрная пешка · g5 белая пешка · h5 белый король · e4 чёрная пешка · d3 чёрная пешка · e3 белая пешка · g3 белая пешка · b2 чёрная пешка · d2 белая пешка · h2 белая пешка | 3 |
| 2 | g7 чёрная пешка · a6 белая пешка · b6 чёрный король · c6 чёрная пешка · g6 белая пешка · e5 чёрная пешка · g5 белая пешка · h5 белый король · e4 чёрная пешка · d3 чёрная пешка · e3 белая пешка · g3 белая пешка · b2 чёрная пешка · d2 белая пешка · h2 белая пешка | g7 чёрная пешка · a6 белая пешка · b6 чёрный король · c6 чёрная пешка · g6 белая пешка · e5 чёрная пешка · g5 белая пешка · h5 белый король · e4 чёрная пешка · d3 чёрная пешка · e3 белая пешка · g3 белая пешка · b2 чёрная пешка · d2 белая пешка · h2 белая пешка | g7 чёрная пешка · a6 белая пешка · b6 чёрный король · c6 чёрная пешка · g6 белая пешка · e5 чёрная пешка · g5 белая пешка · h5 белый король · e4 чёрная пешка · d3 чёрная пешка · e3 белая пешка · g3 белая пешка · b2 чёрная пешка · d2 белая пешка · h2 белая пешка | g7 чёрная пешка · a6 белая пешка · b6 чёрный король · c6 чёрная пешка · g6 белая пешка · e5 чёрная пешка · g5 белая пешка · h5 белый король · e4 чёрная пешка · d3 чёрная пешка · e3 белая пешка · g3 белая пешка · b2 чёрная пешка · d2 белая пешка · h2 белая пешка | g7 чёрная пешка · a6 белая пешка · b6 чёрный король · c6 чёрная пешка · g6 белая пешка · e5 чёрная пешка · g5 белая пешка · h5 белый король · e4 чёрная пешка · d3 чёрная пешка · e3 белая пешка · g3 белая пешка · b2 чёрная пешка · d2 белая пешка · h2 белая пешка | g7 чёрная пешка · a6 белая пешка · b6 чёрный король · c6 чёрная пешка · g6 белая пешка · e5 чёрная пешка · g5 белая пешка · h5 белый король · e4 чёрная пешка · d3 чёрная пешка · e3 белая пешка · g3 белая пешка · b2 чёрная пешка · d2 белая пешка · h2 белая пешка | g7 чёрная пешка · a6 белая пешка · b6 чёрный король · c6 чёрная пешка · g6 белая пешка · e5 чёрная пешка · g5 белая пешка · h5 белый король · e4 чёрная пешка · d3 чёрная пешка · e3 белая пешка · g3 белая пешка · b2 чёрная пешка · d2 белая пешка · h2 белая пешка | g7 чёрная пешка · a6 белая пешка · b6 чёрный король · c6 чёрная пешка · g6 белая пешка · e5 чёрная пешка · g5 белая пешка · h5 белый король · e4 чёрная пешка · d3 чёрная пешка · e3 белая пешка · g3 белая пешка · b2 чёрная пешка · d2 белая пешка · h2 белая пешка | 2 |
| 1 | g7 чёрная пешка · a6 белая пешка · b6 чёрный король · c6 чёрная пешка · g6 белая пешка · e5 чёрная пешка · g5 белая пешка · h5 белый король · e4 чёрная пешка · d3 чёрная пешка · e3 белая пешка · g3 белая пешка · b2 чёрная пешка · d2 белая пешка · h2 белая пешка | g7 чёрная пешка · a6 белая пешка · b6 чёрный король · c6 чёрная пешка · g6 белая пешка · e5 чёрная пешка · g5 белая пешка · h5 белый король · e4 чёрная пешка · d3 чёрная пешка · e3 белая пешка · g3 белая пешка · b2 чёрная пешка · d2 белая пешка · h2 белая пешка | g7 чёрная пешка · a6 белая пешка · b6 чёрный король · c6 чёрная пешка · g6 белая пешка · e5 чёрная пешка · g5 белая пешка · h5 белый король · e4 чёрная пешка · d3 чёрная пешка · e3 белая пешка · g3 белая пешка · b2 чёрная пешка · d2 белая пешка · h2 белая пешка | g7 чёрная пешка · a6 белая пешка · b6 чёрный король · c6 чёрная пешка · g6 белая пешка · e5 чёрная пешка · g5 белая пешка · h5 белый король · e4 чёрная пешка · d3 чёрная пешка · e3 белая пешка · g3 белая пешка · b2 чёрная пешка · d2 белая пешка · h2 белая пешка | g7 чёрная пешка · a6 белая пешка · b6 чёрный король · c6 чёрная пешка · g6 белая пешка · e5 чёрная пешка · g5 белая пешка · h5 белый король · e4 чёрная пешка · d3 чёрная пешка · e3 белая пешка · g3 белая пешка · b2 чёрная пешка · d2 белая пешка · h2 белая пешка | g7 чёрная пешка · a6 белая пешка · b6 чёрный король · c6 чёрная пешка · g6 белая пешка · e5 чёрная пешка · g5 белая пешка · h5 белый король · e4 чёрная пешка · d3 чёрная пешка · e3 белая пешка · g3 белая пешка · b2 чёрная пешка · d2 белая пешка · h2 белая пешка | g7 чёрная пешка · a6 белая пешка · b6 чёрный король · c6 чёрная пешка · g6 белая пешка · e5 чёрная пешка · g5 белая пешка · h5 белый король · e4 чёрная пешка · d3 чёрная пешка · e3 белая пешка · g3 белая пешка · b2 чёрная пешка · d2 белая пешка · h2 белая пешка | g7 чёрная пешка · a6 белая пешка · b6 чёрный король · c6 чёрная пешка · g6 белая пешка · e5 чёрная пешка · g5 белая пешка · h5 белый король · e4 чёрная пешка · d3 чёрная пешка · e3 белая пешка · g3 белая пешка · b2 чёрная пешка · d2 белая пешка · h2 белая пешка | 1 |
|   | a | b | c | d | e | f | g | h |   |

1.a7! (1.g4? b1Ф 2.a7 Фh1 3.h4 Ф:h4+ и выигрывают)

1. ... Кр:a7 2.g4 b1К 3.h3!! Кc3 4.h4! (позиция взаимного цугцванга)

4. ... Крb7 5. dc d2 6.c4 d1Ф 7.c5 Фd4 8.ed е3 9.d5 e2 10.d6! (10.dc+? Крc8! 11.c7 е1Ф и так далее)

10. ... e1К 11.d7 Кd3 12.d8К+! (свидетельствует о потере белыми темпа на 3-м ходу)

12. ... Крc8 13.Кe6 Кf4+ 14.К:f4 ef — пат. 
|   | a | b | c | d | e | f | g | h |   |
| - | --- | --- | --- | --- | --- | --- | --- | --- | - |
| 8 | a7 белая пешка · g6 чёрная пешка · g5 белая пешка · h5 чёрная пешка · e4 белая ладья · h4 белый король · a2 чёрная пешка · e2 белый слон · h2 чёрная пешка · g1 чёрный король | a7 белая пешка · g6 чёрная пешка · g5 белая пешка · h5 чёрная пешка · e4 белая ладья · h4 белый король · a2 чёрная пешка · e2 белый слон · h2 чёрная пешка · g1 чёрный король | a7 белая пешка · g6 чёрная пешка · g5 белая пешка · h5 чёрная пешка · e4 белая ладья · h4 белый король · a2 чёрная пешка · e2 белый слон · h2 чёрная пешка · g1 чёрный король | a7 белая пешка · g6 чёрная пешка · g5 белая пешка · h5 чёрная пешка · e4 белая ладья · h4 белый король · a2 чёрная пешка · e2 белый слон · h2 чёрная пешка · g1 чёрный король | a7 белая пешка · g6 чёрная пешка · g5 белая пешка · h5 чёрная пешка · e4 белая ладья · h4 белый король · a2 чёрная пешка · e2 белый слон · h2 чёрная пешка · g1 чёрный король | a7 белая пешка · g6 чёрная пешка · g5 белая пешка · h5 чёрная пешка · e4 белая ладья · h4 белый король · a2 чёрная пешка · e2 белый слон · h2 чёрная пешка · g1 чёрный король | a7 белая пешка · g6 чёрная пешка · g5 белая пешка · h5 чёрная пешка · e4 белая ладья · h4 белый король · a2 чёрная пешка · e2 белый слон · h2 чёрная пешка · g1 чёрный король | a7 белая пешка · g6 чёрная пешка · g5 белая пешка · h5 чёрная пешка · e4 белая ладья · h4 белый король · a2 чёрная пешка · e2 белый слон · h2 чёрная пешка · g1 чёрный король | 8 |
| 7 | a7 белая пешка · g6 чёрная пешка · g5 белая пешка · h5 чёрная пешка · e4 белая ладья · h4 белый король · a2 чёрная пешка · e2 белый слон · h2 чёрная пешка · g1 чёрный король | a7 белая пешка · g6 чёрная пешка · g5 белая пешка · h5 чёрная пешка · e4 белая ладья · h4 белый король · a2 чёрная пешка · e2 белый слон · h2 чёрная пешка · g1 чёрный король | a7 белая пешка · g6 чёрная пешка · g5 белая пешка · h5 чёрная пешка · e4 белая ладья · h4 белый король · a2 чёрная пешка · e2 белый слон · h2 чёрная пешка · g1 чёрный король | a7 белая пешка · g6 чёрная пешка · g5 белая пешка · h5 чёрная пешка · e4 белая ладья · h4 белый король · a2 чёрная пешка · e2 белый слон · h2 чёрная пешка · g1 чёрный король | a7 белая пешка · g6 чёрная пешка · g5 белая пешка · h5 чёрная пешка · e4 белая ладья · h4 белый король · a2 чёрная пешка · e2 белый слон · h2 чёрная пешка · g1 чёрный король | a7 белая пешка · g6 чёрная пешка · g5 белая пешка · h5 чёрная пешка · e4 белая ладья · h4 белый король · a2 чёрная пешка · e2 белый слон · h2 чёрная пешка · g1 чёрный король | a7 белая пешка · g6 чёрная пешка · g5 белая пешка · h5 чёрная пешка · e4 белая ладья · h4 белый король · a2 чёрная пешка · e2 белый слон · h2 чёрная пешка · g1 чёрный король | a7 белая пешка · g6 чёрная пешка · g5 белая пешка · h5 чёрная пешка · e4 белая ладья · h4 белый король · a2 чёрная пешка · e2 белый слон · h2 чёрная пешка · g1 чёрный король | 7 |
| 6 | a7 белая пешка · g6 чёрная пешка · g5 белая пешка · h5 чёрная пешка · e4 белая ладья · h4 белый король · a2 чёрная пешка · e2 белый слон · h2 чёрная пешка · g1 чёрный король | a7 белая пешка · g6 чёрная пешка · g5 белая пешка · h5 чёрная пешка · e4 белая ладья · h4 белый король · a2 чёрная пешка · e2 белый слон · h2 чёрная пешка · g1 чёрный король | a7 белая пешка · g6 чёрная пешка · g5 белая пешка · h5 чёрная пешка · e4 белая ладья · h4 белый король · a2 чёрная пешка · e2 белый слон · h2 чёрная пешка · g1 чёрный король | a7 белая пешка · g6 чёрная пешка · g5 белая пешка · h5 чёрная пешка · e4 белая ладья · h4 белый король · a2 чёрная пешка · e2 белый слон · h2 чёрная пешка · g1 чёрный король | a7 белая пешка · g6 чёрная пешка · g5 белая пешка · h5 чёрная пешка · e4 белая ладья · h4 белый король · a2 чёрная пешка · e2 белый слон · h2 чёрная пешка · g1 чёрный король | a7 белая пешка · g6 чёрная пешка · g5 белая пешка · h5 чёрная пешка · e4 белая ладья · h4 белый король · a2 чёрная пешка · e2 белый слон · h2 чёрная пешка · g1 чёрный король | a7 белая пешка · g6 чёрная пешка · g5 белая пешка · h5 чёрная пешка · e4 белая ладья · h4 белый король · a2 чёрная пешка · e2 белый слон · h2 чёрная пешка · g1 чёрный король | a7 белая пешка · g6 чёрная пешка · g5 белая пешка · h5 чёрная пешка · e4 белая ладья · h4 белый король · a2 чёрная пешка · e2 белый слон · h2 чёрная пешка · g1 чёрный король | 6 |
| 5 | a7 белая пешка · g6 чёрная пешка · g5 белая пешка · h5 чёрная пешка · e4 белая ладья · h4 белый король · a2 чёрная пешка · e2 белый слон · h2 чёрная пешка · g1 чёрный король | a7 белая пешка · g6 чёрная пешка · g5 белая пешка · h5 чёрная пешка · e4 белая ладья · h4 белый король · a2 чёрная пешка · e2 белый слон · h2 чёрная пешка · g1 чёрный король | a7 белая пешка · g6 чёрная пешка · g5 белая пешка · h5 чёрная пешка · e4 белая ладья · h4 белый король · a2 чёрная пешка · e2 белый слон · h2 чёрная пешка · g1 чёрный король | a7 белая пешка · g6 чёрная пешка · g5 белая пешка · h5 чёрная пешка · e4 белая ладья · h4 белый король · a2 чёрная пешка · e2 белый слон · h2 чёрная пешка · g1 чёрный король | a7 белая пешка · g6 чёрная пешка · g5 белая пешка · h5 чёрная пешка · e4 белая ладья · h4 белый король · a2 чёрная пешка · e2 белый слон · h2 чёрная пешка · g1 чёрный король | a7 белая пешка · g6 чёрная пешка · g5 белая пешка · h5 чёрная пешка · e4 белая ладья · h4 белый король · a2 чёрная пешка · e2 белый слон · h2 чёрная пешка · g1 чёрный король | a7 белая пешка · g6 чёрная пешка · g5 белая пешка · h5 чёрная пешка · e4 белая ладья · h4 белый король · a2 чёрная пешка · e2 белый слон · h2 чёрная пешка · g1 чёрный король | a7 белая пешка · g6 чёрная пешка · g5 белая пешка · h5 чёрная пешка · e4 белая ладья · h4 белый король · a2 чёрная пешка · e2 белый слон · h2 чёрная пешка · g1 чёрный король | 5 |
| 4 | a7 белая пешка · g6 чёрная пешка · g5 белая пешка · h5 чёрная пешка · e4 белая ладья · h4 белый король · a2 чёрная пешка · e2 белый слон · h2 чёрная пешка · g1 чёрный король | a7 белая пешка · g6 чёрная пешка · g5 белая пешка · h5 чёрная пешка · e4 белая ладья · h4 белый король · a2 чёрная пешка · e2 белый слон · h2 чёрная пешка · g1 чёрный король | a7 белая пешка · g6 чёрная пешка · g5 белая пешка · h5 чёрная пешка · e4 белая ладья · h4 белый король · a2 чёрная пешка · e2 белый слон · h2 чёрная пешка · g1 чёрный король | a7 белая пешка · g6 чёрная пешка · g5 белая пешка · h5 чёрная пешка · e4 белая ладья · h4 белый король · a2 чёрная пешка · e2 белый слон · h2 чёрная пешка · g1 чёрный король | a7 белая пешка · g6 чёрная пешка · g5 белая пешка · h5 чёрная пешка · e4 белая ладья · h4 белый король · a2 чёрная пешка · e2 белый слон · h2 чёрная пешка · g1 чёрный король | a7 белая пешка · g6 чёрная пешка · g5 белая пешка · h5 чёрная пешка · e4 белая ладья · h4 белый король · a2 чёрная пешка · e2 белый слон · h2 чёрная пешка · g1 чёрный король | a7 белая пешка · g6 чёрная пешка · g5 белая пешка · h5 чёрная пешка · e4 белая ладья · h4 белый король · a2 чёрная пешка · e2 белый слон · h2 чёрная пешка · g1 чёрный король | a7 белая пешка · g6 чёрная пешка · g5 белая пешка · h5 чёрная пешка · e4 белая ладья · h4 белый король · a2 чёрная пешка · e2 белый слон · h2 чёрная пешка · g1 чёрный король | 4 |
| 3 | a7 белая пешка · g6 чёрная пешка · g5 белая пешка · h5 чёрная пешка · e4 белая ладья · h4 белый король · a2 чёрная пешка · e2 белый слон · h2 чёрная пешка · g1 чёрный король | a7 белая пешка · g6 чёрная пешка · g5 белая пешка · h5 чёрная пешка · e4 белая ладья · h4 белый король · a2 чёрная пешка · e2 белый слон · h2 чёрная пешка · g1 чёрный король | a7 белая пешка · g6 чёрная пешка · g5 белая пешка · h5 чёрная пешка · e4 белая ладья · h4 белый король · a2 чёрная пешка · e2 белый слон · h2 чёрная пешка · g1 чёрный король | a7 белая пешка · g6 чёрная пешка · g5 белая пешка · h5 чёрная пешка · e4 белая ладья · h4 белый король · a2 чёрная пешка · e2 белый слон · h2 чёрная пешка · g1 чёрный король | a7 белая пешка · g6 чёрная пешка · g5 белая пешка · h5 чёрная пешка · e4 белая ладья · h4 белый король · a2 чёрная пешка · e2 белый слон · h2 чёрная пешка · g1 чёрный король | a7 белая пешка · g6 чёрная пешка · g5 белая пешка · h5 чёрная пешка · e4 белая ладья · h4 белый король · a2 чёрная пешка · e2 белый слон · h2 чёрная пешка · g1 чёрный король | a7 белая пешка · g6 чёрная пешка · g5 белая пешка · h5 чёрная пешка · e4 белая ладья · h4 белый король · a2 чёрная пешка · e2 белый слон · h2 чёрная пешка · g1 чёрный король | a7 белая пешка · g6 чёрная пешка · g5 белая пешка · h5 чёрная пешка · e4 белая ладья · h4 белый король · a2 чёрная пешка · e2 белый слон · h2 чёрная пешка · g1 чёрный король | 3 |
| 2 | a7 белая пешка · g6 чёрная пешка · g5 белая пешка · h5 чёрная пешка · e4 белая ладья · h4 белый король · a2 чёрная пешка · e2 белый слон · h2 чёрная пешка · g1 чёрный король | a7 белая пешка · g6 чёрная пешка · g5 белая пешка · h5 чёрная пешка · e4 белая ладья · h4 белый король · a2 чёрная пешка · e2 белый слон · h2 чёрная пешка · g1 чёрный король | a7 белая пешка · g6 чёрная пешка · g5 белая пешка · h5 чёрная пешка · e4 белая ладья · h4 белый король · a2 чёрная пешка · e2 белый слон · h2 чёрная пешка · g1 чёрный король | a7 белая пешка · g6 чёрная пешка · g5 белая пешка · h5 чёрная пешка · e4 белая ладья · h4 белый король · a2 чёрная пешка · e2 белый слон · h2 чёрная пешка · g1 чёрный король | a7 белая пешка · g6 чёрная пешка · g5 белая пешка · h5 чёрная пешка · e4 белая ладья · h4 белый король · a2 чёрная пешка · e2 белый слон · h2 чёрная пешка · g1 чёрный король | a7 белая пешка · g6 чёрная пешка · g5 белая пешка · h5 чёрная пешка · e4 белая ладья · h4 белый король · a2 чёрная пешка · e2 белый слон · h2 чёрная пешка · g1 чёрный король | a7 белая пешка · g6 чёрная пешка · g5 белая пешка · h5 чёрная пешка · e4 белая ладья · h4 белый король · a2 чёрная пешка · e2 белый слон · h2 чёрная пешка · g1 чёрный король | a7 белая пешка · g6 чёрная пешка · g5 белая пешка · h5 чёрная пешка · e4 белая ладья · h4 белый король · a2 чёрная пешка · e2 белый слон · h2 чёрная пешка · g1 чёрный король | 2 |
| 1 | a7 белая пешка · g6 чёрная пешка · g5 белая пешка · h5 чёрная пешка · e4 белая ладья · h4 белый король · a2 чёрная пешка · e2 белый слон · h2 чёрная пешка · g1 чёрный король | a7 белая пешка · g6 чёрная пешка · g5 белая пешка · h5 чёрная пешка · e4 белая ладья · h4 белый король · a2 чёрная пешка · e2 белый слон · h2 чёрная пешка · g1 чёрный король | a7 белая пешка · g6 чёрная пешка · g5 белая пешка · h5 чёрная пешка · e4 белая ладья · h4 белый король · a2 чёрная пешка · e2 белый слон · h2 чёрная пешка · g1 чёрный король | a7 белая пешка · g6 чёрная пешка · g5 белая пешка · h5 чёрная пешка · e4 белая ладья · h4 белый король · a2 чёрная пешка · e2 белый слон · h2 чёрная пешка · g1 чёрный король | a7 белая пешка · g6 чёрная пешка · g5 белая пешка · h5 чёрная пешка · e4 белая ладья · h4 белый король · a2 чёрная пешка · e2 белый слон · h2 чёрная пешка · g1 чёрный король | a7 белая пешка · g6 чёрная пешка · g5 белая пешка · h5 чёрная пешка · e4 белая ладья · h4 белый король · a2 чёрная пешка · e2 белый слон · h2 чёрная пешка · g1 чёрный король | a7 белая пешка · g6 чёрная пешка · g5 белая пешка · h5 чёрная пешка · e4 белая ладья · h4 белый король · a2 чёрная пешка · e2 белый слон · h2 чёрная пешка · g1 чёрный король | a7 белая пешка · g6 чёрная пешка · g5 белая пешка · h5 чёрная пешка · e4 белая ладья · h4 белый король · a2 чёрная пешка · e2 белый слон · h2 чёрная пешка · g1 чёрный король | 1 |
|   | a | b | c | d | e | f | g | h |   |

1. Сf3 a1Ф

2. a8Ф! h1Ф+!

3. С:h1 Ф:a8

4. Лe1+ Крh2!

5. Сe4!! Фa1!!

6. Лb1!!